# أكينو أراي
أكينو أراي (باليابانية: 新居昭乃؛ بالكانا: あらい あきの) هي مغنية مؤلفة ومغنية وملحنة يابانية، ولدت في 21 أغسطس 1959 في طوكيو في اليابان.

## وصلات خارجية
- الموقع الرسمي
- أكينو أراي على موقع IMDb (الإنجليزية)
- أكينو أراي على موقع ميوزك برينز (الإنجليزية)
- أكينو أراي على موقع أول ميوزيك (الإنجليزية)
- أكينو أراي على موقع ديسكوغز (الإنجليزية)
- أكينو أراي على موقع ANN person (الإنجليزية)